# فرودگاه سق
فرودگاه سق (به انگلیسی: Seghe Airport) یک فرودگاه با کد یاتا EGM است. . این فرودگاه در کشور جزایر سلیمان قرار دارد .

## شرکت‌های هواپیمایی و مقصدهای پروازی
| شرکت‌های هواپیمایی | مقصدهای پروازی |
| ----------------- | -------------- |
| Solomon Airlines  | هونیارا، موندا |